# 中国铁路胜利6型蒸汽机车
胜利6型蒸汽机车，为中国铁路一种干线客运用途的煤水车式蒸汽机车，前身为南满洲铁道、满州国国有铁道、华北交通、华中铁道的Pashiro形、Pashiku，于1938年4月合编为Pashiro（パシロ，意指Pacifics第6型）型。

## 历史

### 南满洲铁道パシロ型
南满洲铁道パシロ型实际上可细分为社线パシロ型和国线パシロ型两种车型。两种车型曾用于牵引亚细亚号（新京～哈尔滨路段）、兴亜号、大陆号列车。

#### 社线パシロ型
社线パシロ型系改良自满州国铁为敦图线使用而制造之“敦图パシ”（国大パシ）发展之车型。1934年起为了替补调至满州国铁线之Pashii（パシイ）、Pashisa（パシサ）两型机车导致牵引普通列车之机车不足，由日立制作所、川崎车辆、南满州铁道大连工厂制造。社线パシロ型性能界于Pashishi（パシシ）及Pashiko（パシコ）之间，为南满州铁道最早装备燃烧室及给水加热器之车种，也是南满州铁道中煤水车容量最大之车种。于1938年起牵引安奉线急行列车。此型机车于1934年至1943年间共计制造45辆。

#### 国线パシロ型
国线パシロ型包含「國大パシ」及「新國大パシ」。「敦圖パシ」或稱為「國大パシ」為滿州國國鐵於1933年因敦圖線通車時向川崎車輛、汽車製造、日立製作所訂購19輛。其後国线以社线パシロ型為基礎（社线パシロ型為國大パシ改良型）略作改良，省略給水加熱器，並縮短煤水車長度以配合長度較短之轉車台，稱為Pashiku（パシク）或稱為「新國大パシ」，向川崎車輛、汽車製造、日立製作所、日本車輛訂購共125輛（其中12輛於1938年讓渡於華北交通；此外有25辆パシロ型出借给朝鲜总督府铁道。）。1938年4月国线パシク型與社线パシロ型合編為パシロ，編號為パシロ501-632。

### 华北交通パシロ型
华北交通之パシロ型与国线パシロ型相当。南满洲铁道国线于1938年转让12辆パシロ予华北交通使用（原车号为パシロ566～569、571～578）。华北交通亦于1941年以后向川崎车辆订购57辆Pashiro（パシロ），车号为パシロ1533-1589。

### 华中铁道KC100型
华中铁道于1941年订购与国线パシロ型相当之KC100型机车共8辆（KC1001～1008）。

## 战后

### 中国铁路胜利6型
二战结束时，南满州铁道及满州国铁线共保有177辆パシロ，分布于奉天（21辆）、吉林（19辆）、牡丹江（27辆）、齐齐哈尔（48辆）等铁道管理局，另有25辆出借予朝鲜总督府铁道等其他铁道。战后与华北交通、华中铁道保有之パシロ共272辆，合编为ㄆㄒ六（PX6）型，1959年改称为胜利6型（SL6），编号范围为301-572。
四方机车车辆厂在1956年到1958年间新造151辆胜利6型，编号范围为601-750、771。接收自日伪及战后新造的本型机车总数共计423台，且广泛运用于国内各铁路。随着旅客列车编组数量的扩增，此型机车逐步退居二线，并在20世纪90年代初退役。最后的目击记录为1991年在吉林市附近目击到的3辆四方制造的胜利6型机车

### 朝鲜铁路바시유型
由南满洲铁道国线出借至朝鲜总督府铁道的25辆パシロ型机车在二战结束后被朝鲜铁道省接收，编为型。

## 图集

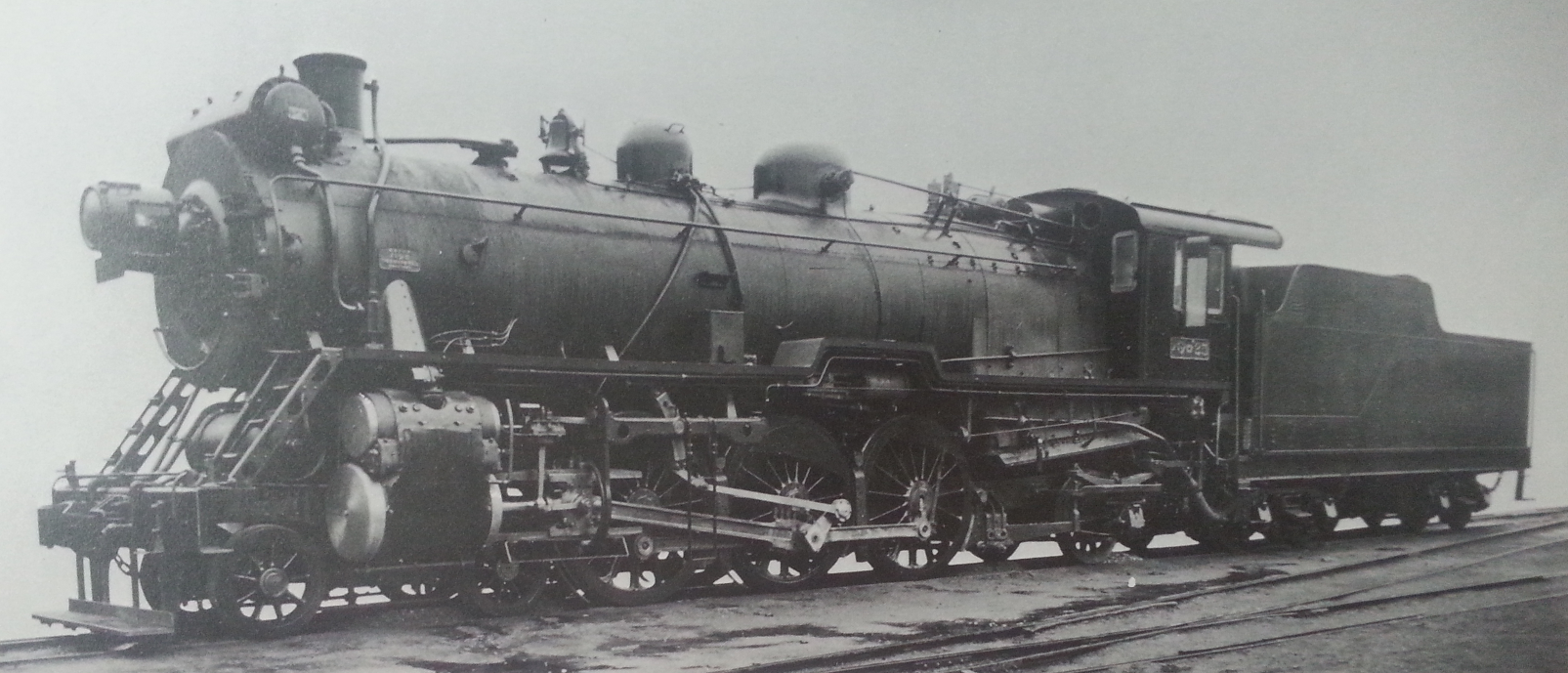
社线パシロ 25
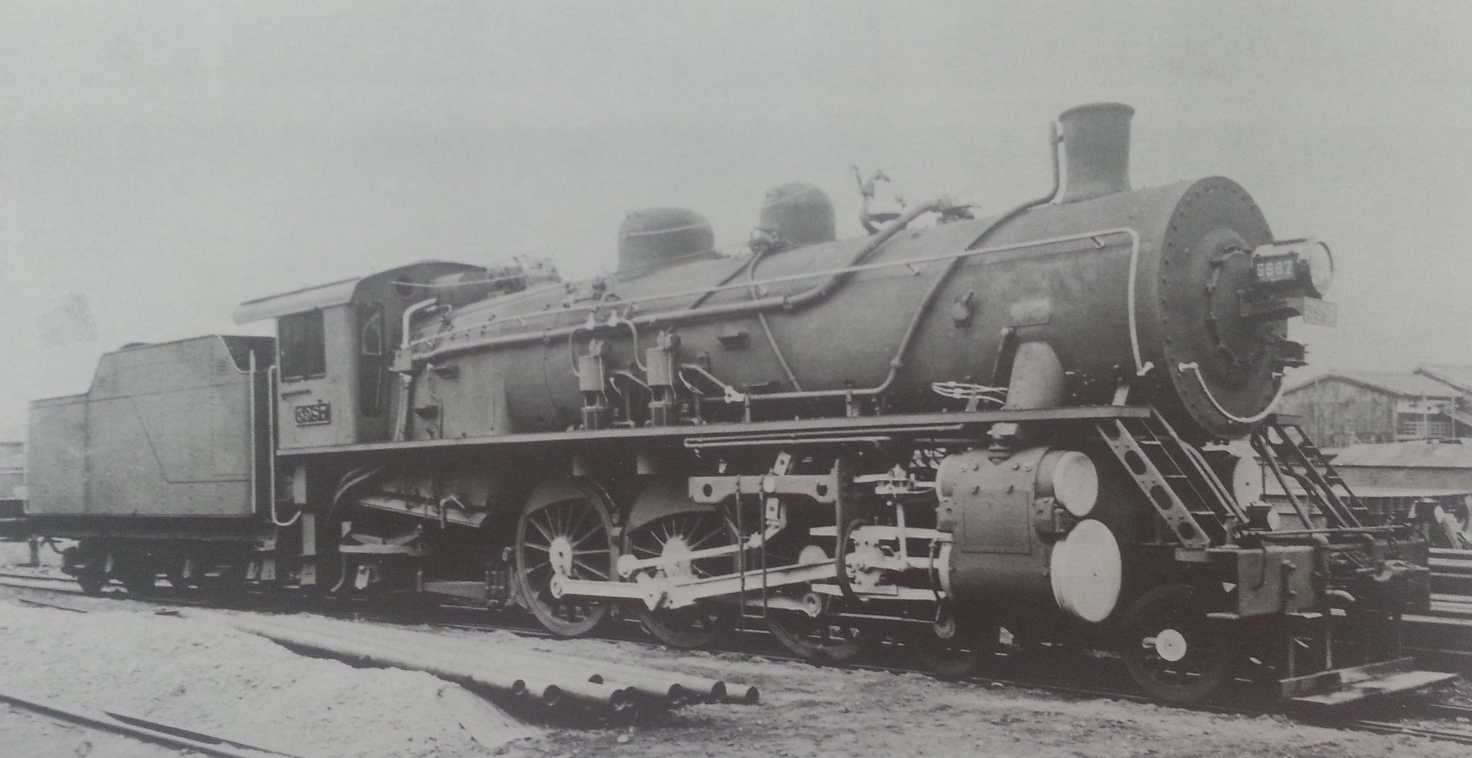
国线パシク 5987，后改为パシロ 538
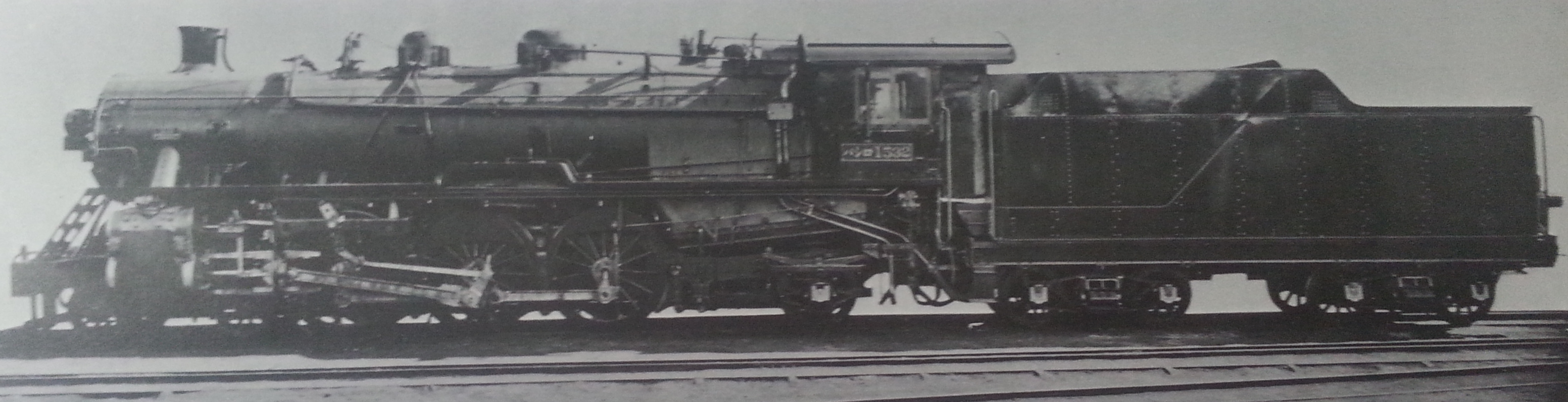
华北交通パシロ 1532
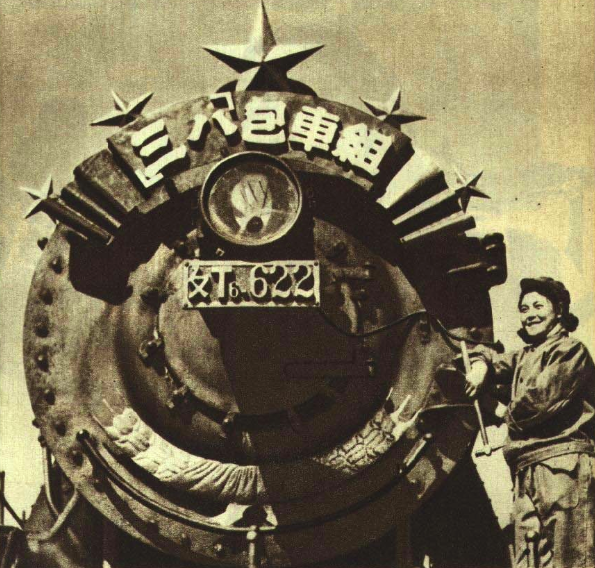
SL6-622，“三八包车组”（出自1951年《人民画报》第五期）
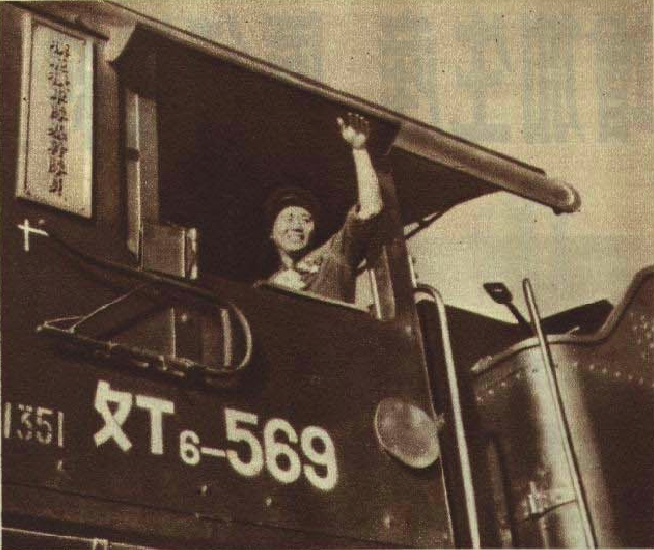
SL6-569，（出自1952年《人民画报》）
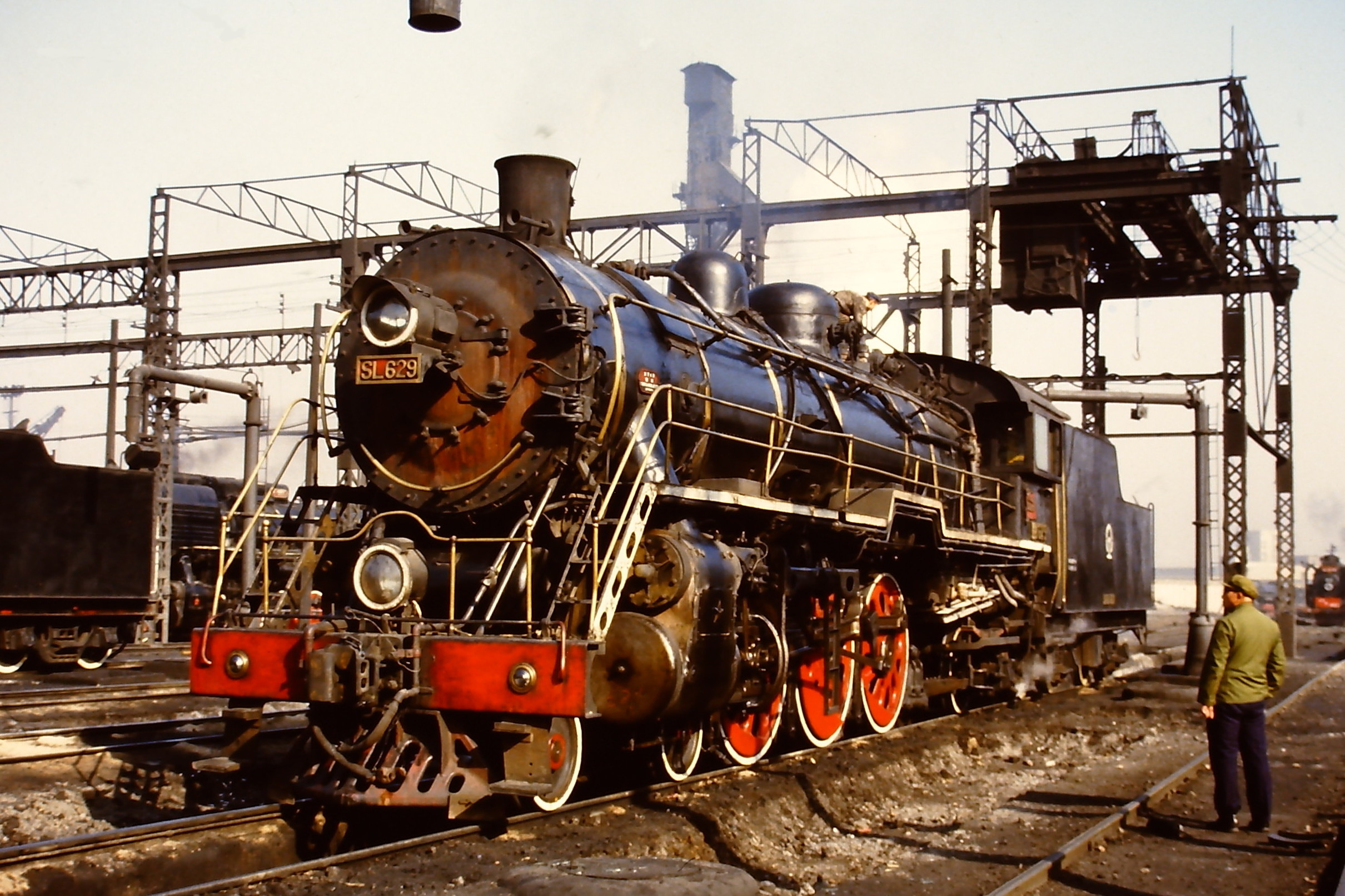
由四方机车车辆厂制造的SL6-629号机车，1984年

## 现存
| 中铁赋予之编号 | 制造厂商       | 制造时间 | 退役前最终配属                | 现存地点                                 | 备注                                                                  |
| -------------- | -------------- | -------- | ----------------------------- | ---------------------------------------- | --------------------------------------------------------------------- |
| SL6-483?       | 川崎重工       | 1939年   | 上海铁路局 合肥机务段         | 不明                                     | 按媒体报道称该车收藏于上海一家博物馆。 但没有任何资料证明该车现况。   |
| SL6-601        | 四方机车车辆厂 | 1956年   | 呼和浩特铁路局 呼和浩特机务段 | 于中国铁道博物馆静态展示                 |                                                                       |
| SL6-724        | 四方机车车辆厂 | 1958年   | 呼和浩特铁路局 包头机务段     | 于呼和浩特市机械工程职业技术学校静态展示 | 已被更改车号为SL6-738号。 而原始的738号车退役前配属于呼和浩特机务段。 |